# Kragujevac
Kragujevac (in serbo Крагујевац?, Kragujevac), con i suoi circa 177468 abitanti, è la quarta città più grande della Serbia, situata sulle rive del fiume Lepenica, a 44,02° nord, 20,92° est. È il centro amministrativo del distretto di Šumadija, nonché suo principale nucleo economico, medico ed educativo.

## Storia

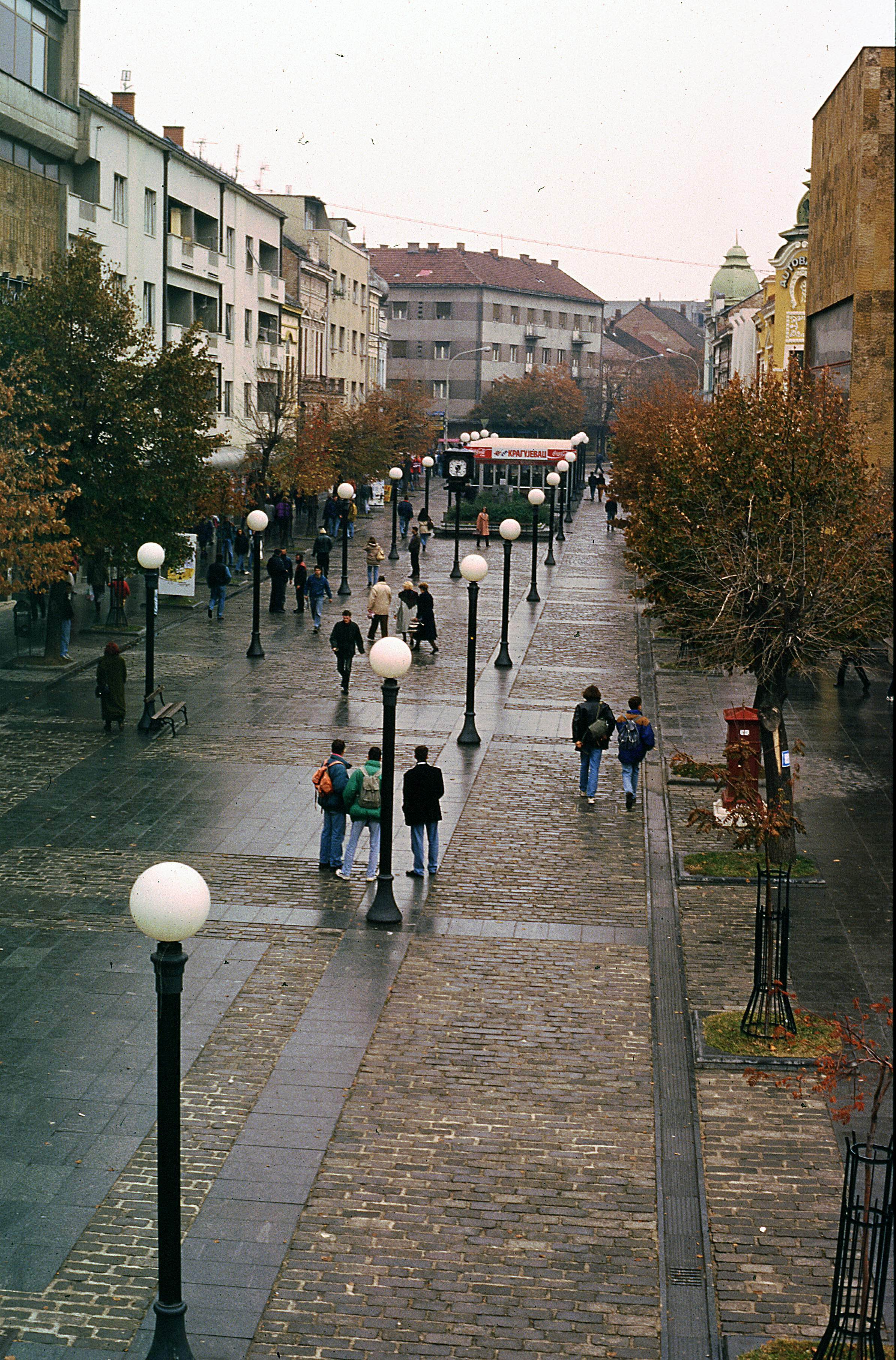
Via centrale della città.

Kragujevac fu fondata verosimilmente nel XV secolo: è stata infatti menzionata per la prima volta in documenti turchi di tale periodo come "villaggio di Kragujevdza" (il nome deriverebbe dal termine serbo per "grifone": kraguj), mentre il geografo turco Hadzi Kalifa nella prima metà del XVII secolo la citò come "Karagiofca".
Circondato dal denso bosco nella parte più bella della vallata di Kragujevac, il villaggio si è sviluppato come una tipica "palanka" turca; con il suo popolarsi, alla fine del XVII secolo furono aperte le prime officine di artigiani e commercianti e due caravanserragli.
All'inizio del XIX secolo, l'aspetto di Kragujevac era ancora quello di un tipico villaggio turco. Ben presto divenne però il centro delle ribellioni nazionali contro l'occupazione turca (1804-1815), vivendo così, insieme ad altri centri circostanti (Gruza, Lepenica, Jasenica e Rudnik), un periodo di sviluppo, anche grazie al ruolo datogli dal principe Miloš Obrenović.
Nel periodo 1818-1839 la città è stata la capitale del Regno di Serbia, proprio sotto lo knez Miloš Obrenović. Furono aperte le prime istituzioni culturali, economiche ed educative del Paese: la prima università serba fu fondata proprio in questa città nel 1838, come pure le prime scuole superiori (gymnasium, fondato nel 1833), il teatro (nel 1834) e la scuola militare (nel 1837). L'Università di Kragujevac riveste tuttora particolare importanza nell'ambito della nazione.
L'epoca migliore per Kragujevac furono gli anni ottanta del XIX secolo. Con la costruzione della ferrovia fra Kragujevac e Lapovo, la città venne collegata con l'arteria principale Belgrado-Niš e divenne un importante centro economico della Serbia occidentale. Furono fondate società industriali, aperte le prime banche, sviluppati i commerci, fondate numerose associazioni educative e culturali.
In questo periodo vennero edificati la scuola elementare (1865), l'ospedale militare (1868), la chiesa (1884), la stazione ferroviaria (1884), la diga sul fiume Lepenica (1889) e il palazzo del gymnasium.
Kragujevac ha assistito con il tempo a molte turbolenze sociali, non sempre uscendone indenne, ma anzi riportando perdite talora gravi, la peggiore delle quali fu il massacro di uomini e ragazzi durante la II guerra mondiale. Tra il 18 e il 21 ottobre 1941, i tedeschi rastrellarono e fucilarono più di 2.700 maschi della città di età compresa tra i 16 e i 60 anni, come rappresaglia in seguito ad un attacco partigiano contro i militari tedeschi, invasori. Fra i massacrati vi fu una intera generazione di ragazzi presi direttamente dalle scuole: il monumento in ricordo degli scolari uccisi è oggi simbolo della città. Questa atrocità ha ispirato il componimento poetico Krvava bajka (Favola sanguinaria) di Desanka Maksimović, una conosciutissima poetessa della ex-Jugoslavia, da questo testo è stato tratto anche un film nel 1969.
La città si risollevò a partire dagli anni '60-'70, grazie alla fondazione dell'industria Zastava, famosa per la produzione delle automobili Yugo: Kragujevac divenne così un importante centro industriale che richiamò manodopera dalle regioni limitrofe, arrivando ad impiegare nel proprio indotto almeno la metà degli abitanti cittadini.
Nel corso delle guerre dei primi anni novanta, la città fu più volte bersaglio degli attacchi della NATO, nel corso dei quali, in più riprese ravvicinate, la fabbrica Zastava, riconvertita in quell'epoca in fabbrica di armi e munizioni, venne pesantemente danneggiata per poi essere praticamente del tutto distrutta durante gli attacchi del 1999: persero così la propria occupazione 38.000 operai, con ripercussioni sull'economia di almeno 100.000 persone.
Inoltre, nei bombardamenti furono ferite circa 200 persone e distrutte almeno 800 abitazioni, fra case ed appartamenti; oltre alla Zastava, furono ovviamente danneggiate anche altre fabbriche, oltre ad istituzioni culturali, scuole, presìdi sanitari e altro.
A tutt'oggi, il quadro economico-sociale di Kragujevac è molto pesante: c'è una forte disoccupazione (circa 20.000 persone), ma, anche fra i lavoratori, moltissimi sono in cassa integrazione con la media di circa 60 euro al mese per due anni (lo stipendio medio mensile di un operaio ammonta a 160-170 euro). Ciononostante, il costo della vita è molto alto: gli esercizi commerciali sono forniti di merci, ma i prezzi sono proibitivi per le retribuzioni attuali.
Il 30 aprile 2008, è stato firmato un memorandum d'intesa fra lo stato serbo e la casa automobilistica italiana Fiat per l'acquisizione da parte di quest'ultima dello storico stabilimento della Zastava, con la possibile prospettiva di portare l'attività produttiva a 200.000 vetture annue nel 2009 e 300.000 nel 2011. Dal 2012 la FIAT produce regolarmente a Kragujevac la nuova 500L esportata in tutto il mondo.

## Geografia antropica

### Suddivisioni amministrative

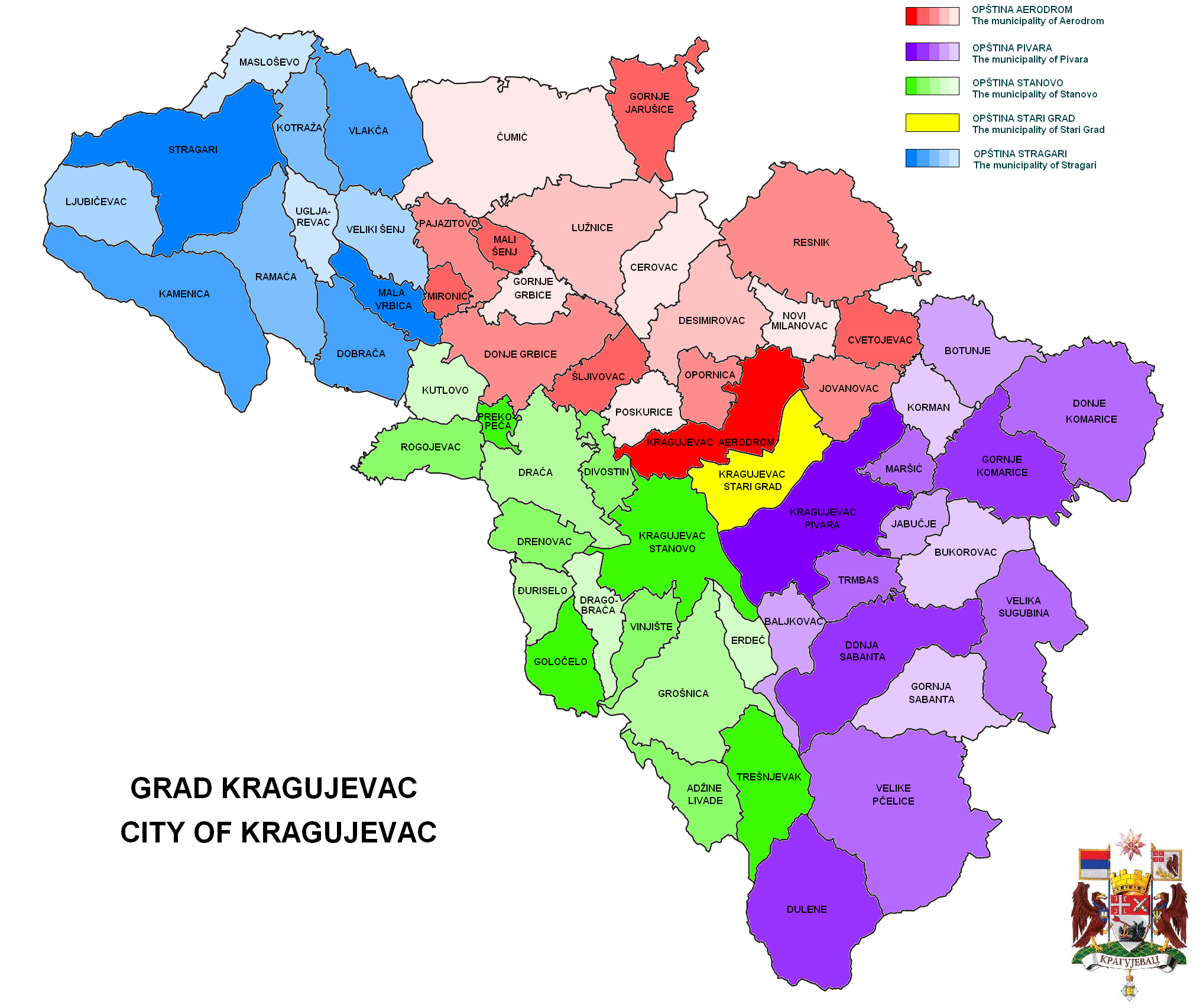
Municipi cittadini soppressi con l'indicazione degli insediamenti

Dal maggio 2002 al marzo 2008, la città di Kragujevac è stata divisa in cinque municipalità:
Comuni cittadini soppressi
- Aerodrom
- Pivara
- Stanovo
- Stari grad
- Stragari

Insediamenti

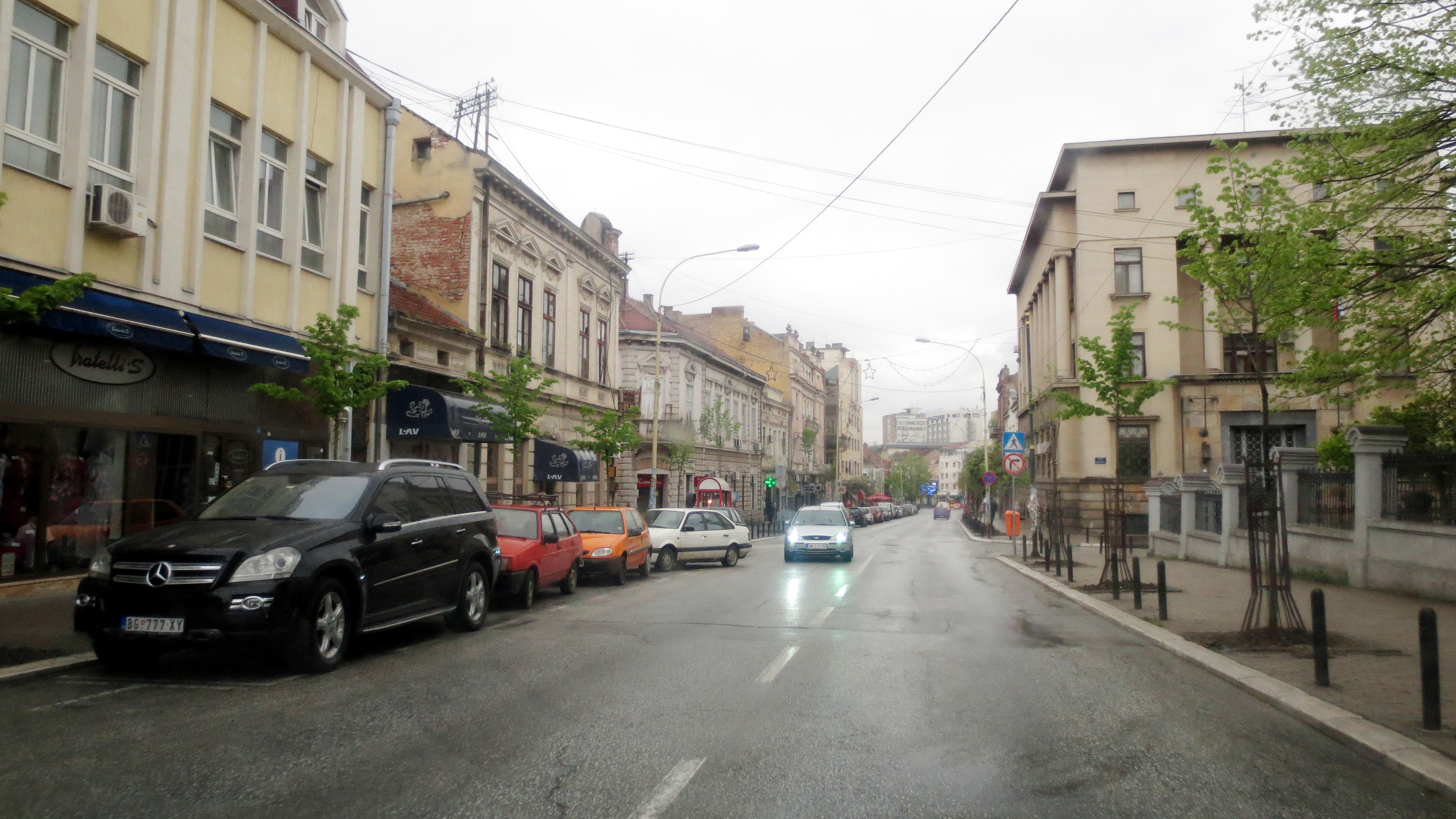
centro di Kragujevac

Elenco villaggi nella città di Kragujevac:
| - Adžine Livade - Baljkovac - Beloševac - Botunje - Bukorovac - Velika Sugubina - Velike Pčelice - Veliki Šenj - Vinjište - Vlakča - Goločelo | - Gornja Sabanta - Gornje Grbice - Gornje Jarušice - Gornje Komarice - Grošnica - Desimirovac - Divostin - Dobrača - Donja Sabanta - Donje Grbice - Donje Komarice - Dragobraća | - Drača - Drenovac - Dulene - Đuriselo - Erdeč - Erdoglija - Jabučje - Jovanovac - Kamenica - Korman - Kotraža | - Kutlovo - Lužnice - Ljubičevac - Mala Vrbica - Mali Šenj - Maršić - Masloševo - Mironić - Novi Milanovac - Opornica - Pajazitovo - Poskurice | - Prekopeča - Ramaća - Resnik - Rogojevac - Trešnjevak - Trmbas - Ugljarevac - Cvetojevac - Cerovac - Čumić - Šljivovac |

## Monumenti e luoghi d'interesse

### Architettura
L'architettura di Kragujevac è piuttosto interessante: in essa è bene in mostra la fusione di due stili diametralmente differenti: lo stile tradizionale serbo (oggi quasi completamente perso) e lo stile tedesco "secessionista" del XIX secolo. Lo stile moderno, laddove presente a Kragujevac, è stato influenzato manifestamente dalle concezioni architettoniche del realismo socialista della Repubblica Socialista Federale di Iugoslavia.

## Amministrazione

### Gemellaggi
- Suresnes, Francia (1967)
- Pitești, Romania (1971)
- Ocrida, Macedonia del Nord (2002)
- Bydgoszcz, Polonia (1971)
- Bielsko-Biała, Polonia (2002)
- Napoli, Italia (2002)
- Springfield, USA (2002)
- Reggio Emilia, Italia (2004)
- Karlovac, Croazia
- Mogilev, Bielorussia (2006)

Altre forme di cooperazione con le seguenti città:
- Trenčín, Slovacchia
- Carrara, Italia1962

- Bat Yam, Israele (1992)
- Drama, Grecia
- Hannover, Germania
- Ingolstadt, Germania (2003)
- Mostar, Bosnia ed Erzegovina
- Foča, Bosnia ed Erzegovina
- Opole, Polonia
- Sinchon, Corea del Nord
- Torino, Italia

## Sport

### Calcio
La squadra principale della città è il Radnički Kragujevac.

### Pallacanestro
La squadra principale della città era il KK Radnički Kragujevac, scomparso nel 2014, e oggi sostituito dal KKK Radnički.

### Pallanuoto
La squadra principale della città è il VK Radnički, fondato solo nel 2012 ma già vincitrice di un titolo nazionale e di una LEN Euro Cup.

### Football americano
A Kragujevac hanno sede i Kragujevac Wild Boars, vincitori di 3 titoli nazionali, di 2 campionati SAFS e di un CEFL Bowl.